# Vita (miesięcznik)
Vita – polski miesięcznik poświęcony zdrowemu stylowi życia, wydawany od 1998 do 2017 roku przez Edipresse Polska. W 2017 r. zdecydowano o przeniesieniu treści magazynu do miesięcznika Be Active. Dietetyka & Fitness w postaci sekcji tematycznej pod tym tytułem.